# Novohrîstoforivka, Novîi Buh
Novohrîstoforivka (în ucraineană Новохристофорівка) este localitatea de reședință a comunei Novohrîstoforivka din raionul Novîi Buh, regiunea Mîkolaiiv, Ucraina.

## Demografie
Componența lingvistică a localității Novohrîstoforivka
     Ucraineană (91,75%)
     Rusă (5,26%)
     Română (2,28%)
     Alte limbi (0,53%)
Conform recensământului din 2001, majoritatea populației localității Novohrîstoforivka era vorbitoare de ucraineană (91,75%), existând în minoritate și vorbitori de rusă (5,26%) și română (2,28%).